# Samuel Gussman
Samuel Pär Tiger Gussman, född 20 maj 1997 i Gävle, är en svensk fotbollsspelare.
Under ett och samma kalenderår, 2012, vann Samuel Gussman sex guld i Gästriklands distriktsmästerskap (DM) inom innebandy och fotboll. Innebandy: DM innebandy högstadiet med Solängsskolan, DM innebandy P96 med IBK Runsten samt Senior DM med IBK Runsten. Fotboll: DM  P15, P16 samt P17 med Gefle IF.

## Fotbollskarriär
Samuel Gussman började spela fotboll i Gefle IF som sexåring. Han debuterade som innermittfältare i A-laget den 3 februari 2015 i en träningsmatch mot IK Sirius på Lötens IP. Gussman har tillhört Gefles A-lag sedan 2015. Inför säsongen 2017 spelade Gussman ett flertal matcher från start under försäsongen som mittback. Den 12 april 2017 drabbades han av en allvarlig fotskada i samband med en tackling på träning. Den 25 september 2017 spelade han återigen en hel match efter skadan, detta i U21-allsvenskan mot Dalkurd FF på Domnarvsvallen. Han startade matchen som mittback och avslutade den som innermittfältare.
I januari 2019 värvades Gussman av Sandvikens IF. Efter säsongen 2020 lämnade han klubben.

## Innebandykarriär
Samuel Gussman har även spelat innebandy med Gävle GIK och IBK Runsten. Han debuterade i Division 1 Södra Norrland, i mars 2012, som 14-åring med IBK Runsten. och vann, i april samma år, Senior DM-guld med IBK Runsten.